# Hymenopappus
Hymenopappus es un género de plantas fanerógamas perteneciente a la familia de las asteráceas. Comprende 59 especies descritas y solo 12 aceptadas. Es originario de Norteamérica.

## Taxonomía
El género fue descrito por Charles Louis L'Héritier de Brutelle y publicado en Hymenopappus 1788. La especie tipo es : Hymenopappus scabiosaeus L'Hér. 

## Especies seleccionadas
A continuación se brinda un listado de las especies del género Hymenopappus aceptadas hasta junio de 2012, ordenadas alfabéticamente. Para cada una se indica el nombre binomial seguido del autor, abreviado según las convenciones y usos.
- Hymenopappus artemisiifolius DC.
- Hymenopappus biennis B.L.Turner
- Hymenopappus carrizoanus B.L.Turner
- Hymenopappus filifolius Hook.
- Hymenopappus flavescens A.Gray
- Hymenopappus flavomarginatus I.M.Johnst.
- Hymenopappus hintoniorum B.L.Turner
- Hymenopappus mexicanus A.Gray
- Hymenopappus newberryi I.M.Johnst.
- Hymenopappus radiatus Rose
- Hymenopappus scabiosaeus L'Hér.
- Hymenopappus tenuifolius Pursh